# La frusta dell'amazzone
La frusta dell'amazzone (Bullwhip) è un film del 1958 diretto da Harmon Jones.
È un western statunitense con Guy Madison, Rhonda Fleming, James Griffith e Don Beddoe.

## Produzione
Il film, diretto da Harmon Jones su una sceneggiatura di Adele Buffington, fu prodotto da Helen Ainsworth tramite la Romson Productions w la William F. Broidy Pictures e girato nel Kenny Ranch a Murphys e nella contea di Tuolumne, in California, nella seconda metà di novembre del 1957. Il titolo di lavorazione fu Bullwhipped. Il brano della colonna sonora Bullwhip, cantato da Frankie Laine, fu composto da Hal Hopper e James Griffith.

## Distribuzione
Il film fu distribuito con il titolo Bullwhip negli Stati Uniti dal 25 maggio 1958 al cinema dalla Allied Artists Pictures.
Altre distribuzioni:
- in Giappone il 28 ottobre 1958
- in Svezia il 10 novembre 1958 (Tjurpiskan)
- in Danimarca il 27 aprile 1959 (Præriens lovløse)
- in Germania Ovest il 21 agosto 1959 (Das Teufelsweib von Montana)
- in Finlandia il 16 ottobre 1959 (Lännen villikissa)
- in Brasile (A Vingança Deixa Sua Marca)
- in Spagna (La mujer del látigo)
- in Francia (La femme au fouet)
- in Grecia (Adistakta katharmata)
- in Italia (La frusta dell'amazzone)

## Critica
Secondo il Morandini il film è un "western leggerino, ma simpatico".

## Promozione
Le tagline sono:
- SADDLE TRAMP AND RED-HEADED HELLCAT...they ripped the West like a bullwhip!
- ROWDIEST, LUSTIEST AFFAIR EVER SEEN!..after they took it out on each other...they were ready for anything!
- they were mated for hate...saddle tramp and hellcat...after they took it out on each other...THEY WERE READY FOR ANYTHING!